# Madebyus
madebyus ist eine 9-köpfige Innsbrucker Discofunkband.

## Geschichte
Neben Konzerten in Österreich, Deutschland und der Schweiz waren madebyus im Jahr 2011 eine der Siegerbands des Münchner „Sprungbrett“-Nachwuchscontests und spielten unter anderem am Theatron-Festival im Münchner Olympiapark. 2010 veröffentlichten sie ihr erstes Album Inspiration Live, welches bei einem Konzert im Innsbrucker Treibhaus aufgezeichnet wurde. Im Februar 2012 wurde das zweite – komplett im Studio produzierte – Album On Air veröffentlicht. 2015 ist die Band in 10-köpfiger Besetzung auf Tour in Österreich und Deutschland.

## Diskografie
Alben
- 2010: Inspiration Live (Flashpoint Records / Artdirection Music)
- 2012: On Air (Bigballs Records Austria)